# Ciprus a 2010. évi téli olimpiai játékokon

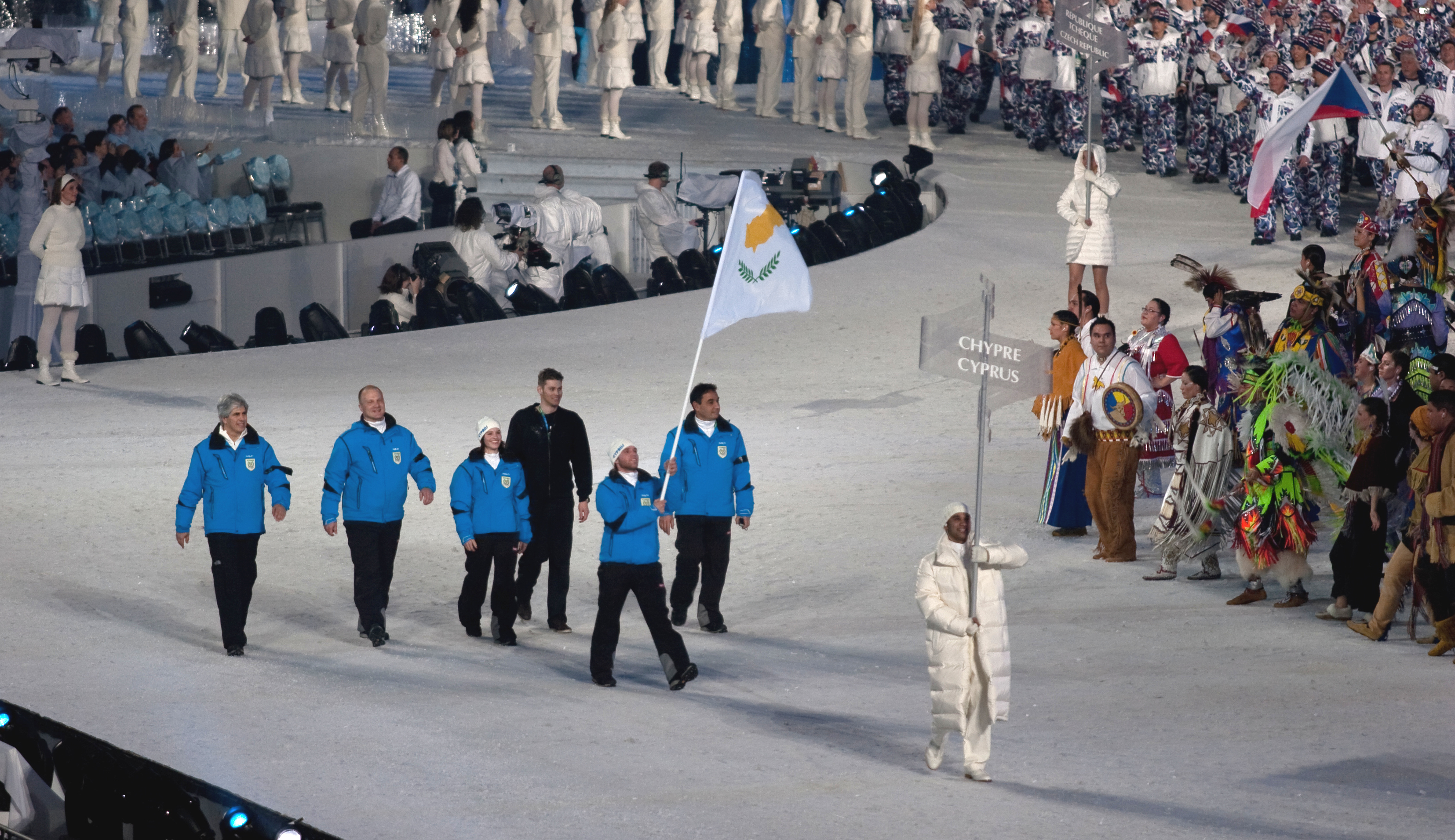
Ciprus olimpiai küldöttsége a megnyitón

Ciprus a kanadai Vancouverben megrendezett 2010. évi téli olimpiai játékok egyik részt vevő nemzete volt. Az országot az olimpián 1 sportágban 2 sportoló képviselte, akik érmet nem szereztek.

## Alpesisí
Férfi
| Versenyző                      | Versenyszám | 1. futam      | 1. futam      | 2. futam | 2. futam | Összesítés | Összesítés |
| Versenyző                      | Versenyszám | Idő           | Hely.         | Idő      | Hely.    | Idő        | Helyezés   |
| ------------------------------ | ----------- | ------------- | ------------- | -------- | -------- | ---------- | ---------- |
| Hrisztóforosz Papamihalópulosz | Műlesiklás  | nem ért célba | nem ért célba | kiesett  | kiesett  | kiesett    | kiesett    |

Női
| Versenyző             | Versenyszám      | 1. futam | 1. futam | 2. futam | 2. futam | Összesítés | Összesítés |
| Versenyző             | Versenyszám      | Idő      | Hely.    | Idő      | Hely.    | Idő        | Helyezés   |
| --------------------- | ---------------- | -------- | -------- | -------- | -------- | ---------- | ---------- |
| Szofía Papamihalopúlu | Műlesiklás       | 1:02,47  | 65.      | 1:02,71  | 53.      | 2:05,18    | 53.        |
| Szofía Papamihalopúlu | Óriás-műlesiklás | 1:28,38  | 64.      | 1:23,48  | 54.      | 2:51,86    | 55.        |